# ثوران بركان تال سنة 2020
ثارَ بركان تال في الفلبين في 12 كانون الثاني/يناير 2020 مع تصاعدِ مستوى التنبيه من قِبل المعهد الفلبيني لعلوم البراكين والزلازل (PHIVOLCS) من مستوى الإنذار الثاني إلى مستوى الإنذار الرابع مُما يُنذر باحتماليّة حصول انفجار بركاني خلال ساعات أو أيام. انطلقَ الثوران التدفّقي من الحُفرة الرئيسيّة مانيلا الكبرى وبعض أجزاء وسَط لوزون مما أدى إلى تعليق الفُصولِ الدراسيّة ومواعيد العمل والرحلات الجوية.

## الخط الزمني
ثارَ البركان بعد ظُهر يوم الـ 12 من كانون الثاني/يناير 2020 ليكون قد مرَّ 43 عامًا على ثورانهِ السابق عام 1977. وفقًا لمدير المعهد الفلبيني لعلوم البراكين والزلازل السيّد ريناتو سوليدوم؛ فقد سُجّل ثوران البركان بدايةً عندَ الساعة الواحدة مساءً بالتوقيت المحلّي (ت ع م+08:00). بحلول الساعة 2:30 مساءً؛ رفعَ المعهد الوطني لعلوم البراكين والزلازل حالةَ التأهب إلى المستوى الثاني بعد أن سُجٌّل انفجارٌ أقوى في حوالي الساعة الثانية مساءً، وتبعهُ انفجارٌ أقوى بعد حوالي نصف ساعة ما أدى لظهورِ أعمدةٍ من الرماد بطول 100 متر ليُعلن حينها المعهد الفلبيني رفعَ حالة التأهب إلى المستوى الثالث. علاوةً على ذلك؛ أكّد ريناتو سوليدوم أن هناك توغلًا صخريًا من المُحتمل أن يتسبّب في ثورات بركانيّة أخرى بحلول صباح يومِ الأحد وما بعد الظهر. أمرَ المعهد الفلبيني لعلوم البراكين والزلازل بالبدءِ في عمليّات الإخلاء في قرى باليت وسان نيكولاس وتاليساي بمدينةِ باتانغاس وغيرها من القُرى والمناطق القريبة من بحيرة تال. بحلول الساعة 7:30 مساءً؛ رفعَ المعهدُ الفلبيني حالة التأهب إلى المستوى الرابع وذلك بعد تزايدِ الأنشطة البركانية في المنطقة بل تسبّب الثوران المستمر في نشوءِ أعمدة رماد ودخان وصلت حتى مدينتي كويزون وكالوكان البعيدتانِ نسبيًا عن مركز البركان. استمرّت أعمدة الدخان في الانتشار مع الوقت ووصلت كاويته و‌لاغونا ومن ثمّ مدينة مانيلا وكذا غطّت إلى حدٍ ما مطار كلارك الدولي. بحلول يوم الإثنين الموافق لـ 13 كانون الثاني/يناير؛ ذكر المعهدُ الفلبيني لعلوم البراكين والزلازل أن البركان قد أصبحَ من نوع سترومبولي وذلك في الفترةِ الممتدة من 2:48 صباحًا حتى 4:28 صباحًا أيضًا، بل وسُجّلت نافورةُ حِممٍ في 3:20 صباحًا.

## الاستجابة
بحلول 12 كانون الثاني/يناير 2020؛ أوقفت هيئة مطار مانيلا الدولي (MIAA) جميع الرحلات الجويّة من وإلى جميع محطات مطار نينوي أكوينو الدولي في مانيلا بعد الانفجار البركاني. لقد سجّلت هيئة مطار مانيلا الدولي تعليقَ 516 رحلة على الأقل من وإلى مطار نينوي أكوينو الدولي مع تأثر حوالي 80,000 مسافرًا. استؤنفت الرحلات في مطار نينوي أكوينو جُزئيًا ابتداءً من العاشرة صباحًا من اليوم الموالي على الرغم من إلغاء أو تأخير العديد من الرحلات الأخرى.
أمرَ الرئيسُ رودريغو دوتيرتي الذي كان في مدينة دافاو خلال ثوران البركان الأمين التنفيذي سلفادور ميديديا بتعليقِ الدراسة والعمل الحكومي في كالابارزون ووسط لوزون ومترو مانيلا. غادرَ الرئيس دوترتي دافاو إلى مانيلا صباح يوم الثالث عشر من كانون الثاني/يناير واستمرّ من هناك في أنشطتهِ المُقرَّرة. قال دوترتي إنه يعتزمُ زيارة المناطق المتضررة في الرابع عشر من كانون الثاني/يناير وتعهَّد بتقديمِ المساعدة المالية للسُكَّان المتضرِّرين، بينما اقترحَ رئيسُ مجلس الشيوخ الفلبيني تيتو سوتو القيام بعمليّة استمطار كوسيلة لإزالة الرماد المُتسَاقط والحُطَام.
أصدرَ مكتب الأمم المتحدة لتنسيق الشؤون الإنسانية تقريرًا قال فيهِ إن هناك حوالي 459,300 شخصًا يقعون في «منطقة الخطر» البالغِ طولها 14 كيلومترًا، فيما نصحت وزارة الصحّة الفلبينية عامّة الشعب بالبقاءِ في منازلهم وتقليلِ الأنشطة الخارجية. على صعيدٍ أخرى؛ لُوحظَ تزايدُ الطلبِ على أقنعة إن-95 ما أدى إلى ارتفاع أسعارها في بعض المتاجر إلى 200₱ لكل قناعٍ بعدما كانت في حدودِ الـ 40₱. ردّت وزارة التجارة والصناعة على هذا التضخمّ في بعض أسعار المنتجات عبرَ إرسالِ فرقٍ لمراقبة حركة الأسعار في السوق مُحذرة الشركات من مغبّة رفع الأسعار؛ فيما هدَّد عُمدة مدينة مانيلا السيّد إسكو مورينو بإلغاءِ تصاريح الشركات المُساهمة أو المشاركة في رفعِ أسعار الأقنعة أو أيّ منتوجات أخرى، ما دفعَ بشركة ميركيري دراغ (بالإنجليزية: Mercury Drug)‏ وهي شركة صيدلانيّة مشهورة في الفلبين بالتعهد بتقديمِ المزيد من الأقنعة للبيع بأسعارٍ ثابتة.
أعلنت مقاطعةُ باتانجاس عن تفعيلِ قانون الطوارئ خلال جلسة خاصة لمجلس المقاطعة في الثالث عشر من كانون الثاني/يناير، وفقًا للتقرير الظرفي للمجلس الوطني للحدِّ من مخاطر الكوارث فاعتبارًا من الساعة السادسة مساءً كان هناك ما مجموعه 5126 أسرة تُشكّل 21,945 فردًا قد لجأوا إلى 76 مركزًا للإجلاء. حتى الساعة الثانية عشر ظهرًا من نفسِ اليوم؛ تأثَّر أكثرُ من 24,000 شخصًا كما انقطعت الكهرباء في 7 بلديات ومُدن. أُغلق الطريق تاليساي-تاغايتاي في كالابارزون مؤقتًا بسببِ إجلاء السكان؛ وذكرت إدارة الرعاية الاجتماعية والتنمية أن هناك 5000 عبوة غذائية وأدوات نوم في طريقها للتوزيع على مراكزِ الإخلاء. ازدادت عمليّة الإخلاء صعوبةً وذلك بسببِ التساقطِ الشديد للثلوج.
أرسلت الحكومة هيئة تطوير العاصمة مانيلا وكذا سلاح الجو الفلبيني وأفرادًا من البحرية الفلبينية لمساعدةِ ضحايا ثوران بركان تال، فيما قدمت شركتي سمارت (بالإنجليزية: Smart)‏ وجلوب (بالإنجليزية: Globe)‏ مكالمات مجانية وخدمات إنترنت ومحطَّات شحن للمتضررين. قامت شركة مانيلا للمياه بالتعاونِ مع مكتب الحد من مخاطر الكوارث في مقاطعة باتانجاس بإرسالِ قافلةٍ تضمُّ 30 صهريجًا للمياه إلى مختلف مراكز الإخلاء في المقاطعة؛ كما قامت الشركة بإرسالِ 2000 وحدة أولية بخمسة غالون من المياه المعبأة في زجاجات. نتيجةً لكلّ ما حصل؛ علَّقت البورصة الفلبينية التداول في الثالث عشر من كانون الثاني/يناير.